# Plaza Imperial (Zaragoza)
Plaza Imperial es un centro comercial de la ciudad de Zaragoza, capital de la Comunidad Autónoma de Aragón (España). Según datos de la gerencia, constituía la mayor oferta comercial de toda la autonomía antes de inaugurarse el centro comercial Puerto Venecia. Dentro del edificio principal estaban las llamadas "plazas" identificadas con nombres de elementos: Agua, Aire y Tierra.
Está ubicado en el polígono industrial y empresarial Plataforma Logística Zaragoza, por la autovía de Madrid, cerca del proyectado nuevo barrio zaragozano Arcosur, la Feria y el Aeropuerto de Zaragoza. Un servicio de monorraíl, único entre los centros comerciales de toda la península ibérica, conecta el área de pequeñas tiendas, con las de medianas superficies.

## Historia
Abrió sus puertas el 3 de septiembre de 2008, teniendo al periodista español Roberto Arce, como presentador de la ceremonia inaugural del día anterior.
El 8 de abril de 2021, abrió sus puertas Family Cash que ocupa las instalaciones que hasta el verano de 2019 daban cabida al Outlet El Corte Inglés. días después, el 10 de junio, la sala de cines Yelmo cerró para siempre.
A fecha de septiembre de 2021, sólo quedan 7 de los 177 negocios con los que contaba Plaza Imperial en su apertura en 2008.

## Características
Posee una superficie construida total de 159 000 m². Tiene 132 000 m² de superficie comercial, 170 tiendas y un parking con 5810 plazas de aparcamiento. La parcela tiene más de 2 km de longitud.

## Establecimientos
Entre los establecimientos presentes destacan: McDonald's, Burger King, KFC, Popeyes, Family Cash, Kids City, Pause&Play, Marketches y Costco, que tiene previsto abrir en el tercer trimestre de 2024.

## Acceso
Además de en coche particular se puede acceder al centro comercial utilizando la línea del Aeropuerto del Consorcio de Transportes del Área de Zaragoza, con terminal en el paseo de María Agustín, 7. Así mismo, se espera ampliar a medio plazo la línea C-1 de Cercanías para dar servicio, además, a la Plataforma Logística de Zaragoza.